# Pseudobalta queenslandica
Pseudobalta queenslandica är en kackerlacksart som beskrevs av Roth, L. M. 1997. Pseudobalta queenslandica ingår i släktet Pseudobalta och familjen småkackerlackor. Inga underarter finns listade i Catalogue of Life.